# إخواني أخواتي (مسلسل)
اخواني واخواتي، مسلسل كوميدي سعودي من إنتاج تلفزيون المملكة العربية السعودية. عرض لأول مره في شهر رمضان 1426 هـ 2005 حصريا على القناة السعودية ولقد حقق المسلسل نجاح باهر وفيما بعد سعت القنوات الفضائية لعرضة، كان من المقرر ان يكون له جزء ثاني كما تم الإعلان عنه في المشهد الاخير من الجزء الأول ولكن يبدو ان الفكرة الغيت نهائيا، المسلسل
من بطولة الفنانين فايز المالكي ومحمد العيسى وفخرية خميس وزهور حسين وعوض عبد الله وراضي المهنا تأليف محمد العلمي وإخراج المخرج السوري. سيف الدين سبيعي.

## قصة المسلسل
تدور الأحداث في اطار كوميدي عن عائلة مكونه من مناحي سائق الباص والمطرب الطموح مرزوق والبائعه المحترفه وضحى ! واختهم العائدة حديثا من اميركا لميا، يختلفون في اطباعهم ولكل منهم طموح وطريق.